# Bree, Belgien
Bree är en kommun i Belgien.   Den ligger i provinsen Limburg och regionen Flandern, i den nordöstra delen av landet, 90 km öster om huvudstaden Bryssel. Antalet invånare är 15 229. Arean är 65 kvadratkilometer. Bree gränsar till Bocholt.
Terrängen i Bree är platt.
I omgivningarna runt Bree växer i huvudsak blandskog. Runt Bree är det tätbefolkat, med 297 invånare per kvadratkilometer.